# كارولين شو بيل
كارولين شو بيل (بالإنجليزية: Carolyn Shaw Bell)‏ هي اقتصادية أمريكية، ولدت في 21 يونيو 1920 في فرامينغهام في الولايات المتحدة، وتوفيت في 13 مايو 2006 في مقاطعة أرلنغتون في الولايات المتحدة.